# (225276) Лейтос
(225276) Лейтос (др.-греч. Λεΐτος) — типичный троянский астероид Юпитера, движущийся в точке Лагранжа L4, в 60° впереди планеты. Астероид был открыт 29 сентября 1973 года американскими астрономами К. Й. ван Хаутеном, И. ван Хаутен-Груневельд и Томом Герельсом в Паломарской обсерватории и назван в честь лидера беотийцев в Троянской войне.

Орбита астероида Лейтос и его положение в Солнечной системе